# Pseudicius ridicularis
Pseudicius ridicularis är en spindelart som beskrevs av Wesolowska, Tomasiewicz 2008. Pseudicius ridicularis ingår i släktet Pseudicius och familjen hoppspindlar. Inga underarter finns listade i Catalogue of Life.